# Tetranchyroderma tribolosum
Tetranchyroderma tribolosum är en djurart som tillhör fylumet bukhårsdjur, och som beskrevs av Clausen 1965. Tetranchyroderma tribolosum ingår i släktet Tetranchyroderma och familjen Thaumastodermatidae. Inga underarter finns listade i Catalogue of Life.